# Obenwiddert
Obenwiddert ist eine aus einer Hofschaft hervorgegangene Ortslage in der bergischen Großstadt Solingen. 

## Lage und Beschreibung
Obenwiddert liegt im Süden des Stadtbezirks Burg/Höhscheid auf einem Höhenzug nördlich der Wupper, die die Stadtgrenze zu Leichlingen bildet. Der heute in der geschlossenen Bebauung des Stadtteils Widdert aufgegangene Ort liegt an der unteren Börsenstraße, die als Höhenrückenstraße über die Brühler Senke nach Solingen-Mitte führt. Die zu dem Ort gehörenden Gebäude befinden sich zwischen Heiler Straße und Heribertweg sowie auch an der oberen Rölscheider Straße. Das Gelände fällt von der Börsenstraße stark terrassiert in das Untere Wuppertal ab.
Östlich befindet sich an der Lacher Straße die evangelische Kirche Solingen-Widdert sowie ein evangelischer Friedhof. Im Südosten befindet sich das Gebäude Widdert der Grundschule Bünkenberg-Widdert. Dort befindet sich auch die Wendeschleife der Oberleitungsbuslinie 684 der Stadtwerke Solingen, die Widdert mit der Hasseldelle verbindet. Ansonsten ist der Ort heute von Wohnbebauung geprägt.
Benachbarte Orte sind bzw. waren (von Nord nach West): Obenfürkelt, Vockert, Höfchen, Wüstenhof, Heiler Kotten, Rölscheid, Böckersberg, Untenwiddert, Caspersfeld, Kulle, Heide, Unten- und Mittelfürkelt.

## Etymologie
Bei dem Ortsnamen handelt es sich um einen Rodungsnamen, erkennbar an dem ursprünglichen Suffix -rode. 
Laut dem Heimatforscher Hans Brangs ist das Bestimmungswort wider von dem Wort witer abgeleitet, das Wald bedeutet. Zusammengesetzt kann der Ortsname also als Waldrodung gedeutet werden. Dem Mundartforscher Rudolf Picard zufolge war der Personenname Wido für die Namensgebung ursächlich. Bei dem Ortsnamen Widdert handelt es sich demnach um die Rodung des Wido.

## Geschichte
Widdert ist als Einzelhof seit dem 13. Jahrhundert nachweisbar und zählt damit zu den ältesten Höfen auf dem Gebiet der späteren Bürgermeisterei Höhscheid. Die urkundliche Ersterwähnung erfolgte als Widerode im Jahre 1218/31. Aus dem Einzelhof entwickelten sich über die Jahrhunderte die späteren Orte Oben- und Untenwiddert, die mit anderen Einzelsiedlungen und Hofschaften zum heutigen Stadtteil Widdert angewachsen sind.:2 Im Jahre 1344 wird der Ort als Wydenrode erwähnt. 
In der Karte Topographia Ducatus Montani, Blatt Amt Solingen, von Erich Philipp Ploennies aus dem Jahr 1715 ist das heutige Obenwiddert mit einer Hofstelle verzeichnet und als Wittert benannt. Der Ort wurde in den Registern der nach ihm benannten Honschaft Widdert innerhalb des Amtes Solingen geführt. Die Topographische Aufnahme der Rheinlande von 1824 verzeichnet den Ort als oben Widdert, die Preußische Uraufnahme von 1844 als Ob: Widdert. In der Topographischen Karte des Regierungsbezirks Düsseldorf von 1871 ist der Ort als Ob Widdert verzeichnet. Die Preußische Neuaufnahme von 1893 verzeichnet den Ort als Obenwiddert. 
Nach Gründung der Mairien und späteren Bürgermeistereien Anfang des 19. Jahrhunderts gehörte der Ort zur Bürgermeisterei Höhscheid, die 1856 zur Stadt erhoben wurde und lag dort in der nach ihm benannten Flur IV. Widdert.
Mit der Städtevereinigung zu Groß-Solingen im Jahre 1929 wurde Obenwiddert ein Ortsteil Solingens. Bereits im Stadtplan von 1929 sind beide Widderter Orte nur noch als Widdert benannt, die Unterteilung in Oben- und Untenwiddert war weggefallen. Nach dem Zweiten Weltkrieg verdichtete sich die Bebauung entlang der Börsenstraße und der Severinstraße, wodurch beide Orte zusammenwuchsen. Dabei dehnte sich die geschlossene Bebauung auch entlang der Lacher Straße und dem Hintenmeiswinkeler Weg in Richtung Heide und Kulle sowie entlang der Rölscheider Straße in Richtung Rölscheid aus. Bereits ab den 1970er Jahren entstand auf diese Weise ein geschlossenes Widderter Ortsbild.

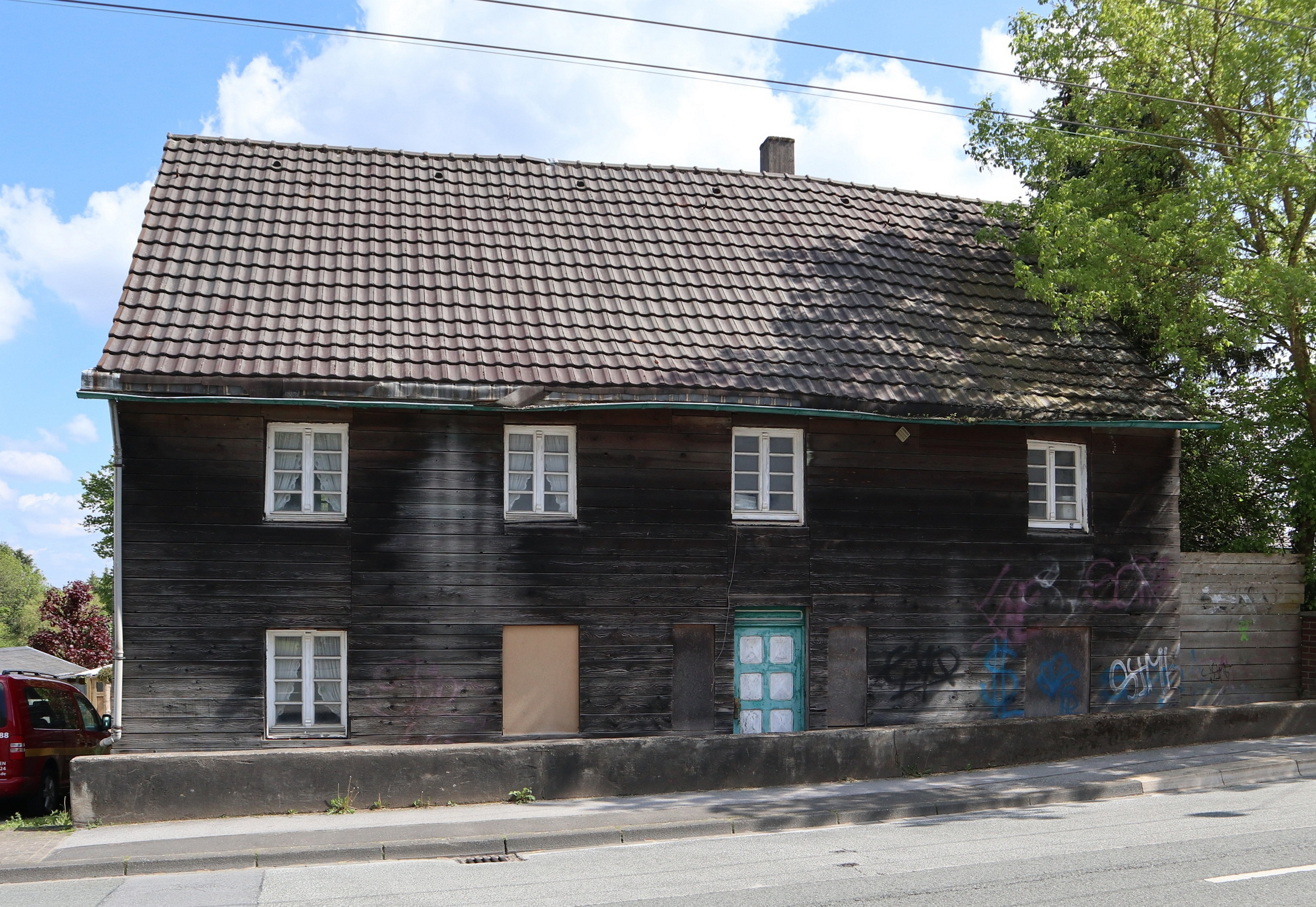
Börsenstraße 137

Die Gebäude Heiler Straße 5, 11, 13 und 15 sowie Börsenstraße 137, die alle zur ehemaligen Hofschaft gehören, wurden 1993 bzw. 1995 in die Denkmalliste der Stadt Solingen eingetragen.